# Les Bien-Aimés
Les Bien-Aimés (Brasil: Bem Amadas / Portugal: Os Bem-Amados) é um filme de drama musical francês, dirigido e escrito por Christophe Honoré, com Catherine Deneuve, Chiara Mastroianni, Ludivine Sagnier, Miloš Forman e Louis Garrel nos principais papéis. As músicas do filme foram escritas por Alex Beaupain.
Foi o filme de encerramento do Festival de Cannes em 2011.

## Enredo
Em 1964, Madeleine, uma vendedora de sapatos em Paris, decide prostituir-se para conseguir outras fontes de rendimento. Até ao dia em que conhece Jaromil, um jovem médico checo, por quem se apaixona. Dois anos depois, o casal vive em Praga e tem uma filha, Véra. Na época da Primavera de Praga, Madeleine descobre que Jaromil a traiu e decide voltar para a França, com a filha.
Em 1978, Madeleine está casada com François, um guarda republicano. Jaromil, que está de visita a Paris, convence Madeleine a se encontrar com ele, acabando por se envolverem. Ele propõe-lhe que termine a sua relação com François e juntos comecem uma nova vida, porém uma hesitação de última hora acaba com este plano.
Em 1997, Véra acompanha o seu colega, amigo e amante Clément a Londres, para promover um livro dele. Durante um concerto, num clube noturno, Véra sente-se atraída por um dos músicos, o americano Henderson. Mais tarde, ele revela ser gay, mesmo sentindo-se atraído por ela. Envergonhada pelo seu erro, ela sai apressadamente da casa dele, sem no entanto ser capaz de o esquecer. Dias depois, Henderson encontra-a e ambos têm uma relação furtiva numa casa de banho, provocando uma reação violenta em Clément, que se sente traído por Véra. Já Madeleine vive há vários anos em Reims com François, encontrando-se de tempos a tempos com Jaromil, quando este está de passagem por Paris. Até ao dia em que ele, a caminho do hotel, sofre um acidente e acaba por falecer.
Em 1998, Véra, que só pensa em Henderson, volta a Londres. Ela não consegue controlar a sua atração por ele pelo que está disposta a assumir apenas a parte de amor que este lhe pode dar. Henderson conta a Véra que uns meses antes teve relações sexuais não protegidas com um seropositivo, pelo que se acha infetado. Apesar de não ter feito os testes por medo de enfrentar a realidade. A relação deles torna-se impossível.
Em 2001, Véra decide-se juntar a Henderson em Nova Iorque. Mas, por causa dos ataques de 11 de setembro, acabam por se encontrar em Montreal. Ela diz-lhe que ainda quer ter um filho com ele e que através da medicina poderia evitar a contaminação da mãe e do embrião. Henderson veio com seu atual namorado e na atmosfera pós-apocalíptica dos ataques nos Estados Unidos, um triângulo amoroso acaba por se formar no quarto do hotel. Ao sair do quarto, Véra suicida-se ao ingerir toda os medicamentos de Henderson.
Em 2007, Clément, por insistência de François, vem a Reims ao aniversário de Madeleine. Com a morte do seu amante e da sua filha, Madeleine viveu períodos cíclicos de depressão. Assim como Clément, ela não consegue esquecer Véra. Juntos, voltam a Paris, ao lugar onde Jaromil e Madeleine se envolveram pela primeira vez.

## Elenco
- Catherine Deneuve… Madeleine
- Chiara Mastroianni… Véra
- Ludivine Sagnier… Madeleine (jovem)
- Louis Garrel… Clément
- Miloš Forman… Jaromil
- Paul Schneider : Henderson
- Rasha Bukvic… Jaromil jeune
- Michel Delpech… François Gouriot
- Omar Ben Sellem… Omar
- Clara Couste… Véra (adolescente)
- Dustin Segera Suarez… Mathieu
- Goldy Notay… Nandita
- Kenneth Collard… Adam
- Gavin Brocker… o dono do clube noturno
- Aicha Kossoko… a intérprete
- Bonnie Duvauchelle… Véra (criança)

## Trilha sonora
A música do filme foi composta por Alex Beaupain. As músicas e seus intérpretes são:
1. "Je peux vivre sans toi" — Ludivine Sagnier
2. "Prague" — Ludivine Sagnier
3. "Les chiens ne font pas des chats" — Ludivine Sagnier e Raša Bukvić
4. "Tout est si calme" — Ludivine Sagnier, Catherine Deneuve, Chiara Mastroianni, Clara Couste
5. "Who Do You Love" — Thousand
6. "Ici Londres" — Chiara Mastroianni e Paul Schneider
7. "Une fille légère" — Chiara Mastroianni e Catherine Deneuve
8. "J’en passerai" — Chiara Mastroianni
9. "Qui aimes-tu ?" — Chiara Mastroianni e Paul Schneider
10. "Reims" — Louis Garrel
11. "Jeunesse se passe" — Chiara Mastroianni
12. "Je ne peux vivre sans t’aimer" — Catherine Deneuve
13. "Puisque tu m’aimes" — Omer Ben Sellem
14. "Autour de ton cou" — Louis Garrel e Chiara Mastroianni

## Prémios e nomeações
César de 2012 (França)
| Categoria                              | Resultado |
| -------------------------------------- | --------- |
| Melhor música original — Alex Beaupain | Indicado  |